# Canada Open 1994
Il Canada Open 1994 è stato un torneo di tennis giocato sul cemento.
È stata la 104ª edizione del Canada Open, che fa parte della categoria Super 9 nell'ambito dell'ATP Tour 1994, 
e della categoria Tier I nell'ambito del WTA Tour 1994.
Il torneo maschile si è giocato al Rexall Centre di Toronto in Canada, dal 25 al 31 luglio 1994, 
quello femminile al Uniprix Stadium di Montréal in Canada, dal 15 al 21 agosto 1994.

## Campioni

### Singolare maschile
Andre Agassi ha battuto in finale  Jason Stoltenberg con il punteggio di 6–4, 6–4,

### Singolare femminile
Arantxa Sánchez Vicario ha battuto in finale  Steffi Graf con il punteggio di 7–5, 1–6, 7–6.

### Doppio maschile
Byron Black /  Jonathan Stark hanno battuto in finale  Patrick McEnroe /  Jared Palmer con il punteggio di 7–6, 7–6.

### Doppio femminile
Meredith McGrath /  Arantxa Sánchez Vicario hanno battuto in finale  Pam Shriver /  Elizabeth Smylie con il punteggio di 2–6, 6–2, 6–4.